# Pokolcowate

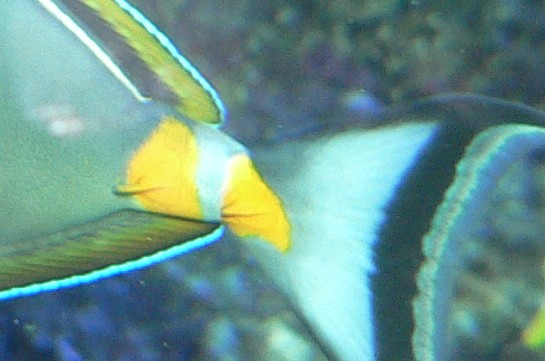
Kolce u nasady ogona Naso literatus

Pokolcowate, cyrulikowate (Acanthuridae) – rodzina morskich ryb okoniokształtnych. Do tej rodziny należy około 80 gatunków, z których tylko część jest hodowana w akwariach. Niektóre są dość łatwe w hodowli, ale o większości wiadomo zbyt mało, aby można było je utrzymać przy życiu w akwarium.
Wszystkie rodzaje mają długą płetwę grzbietową, bardzo drobną łuskę, małe usta z niewielkimi zębami, oraz u nasady płetwy ogonowej wyrostki przypominające ostry skalpel, służące do obrony. Od tej ostatniej cechy wzięła się potoczna nazwa tych ryb "ryba-chirurg".
Większość gatunków zamieszkuje Ocean Spokojny, Ocean Indyjski, obszar Karaibów, niektóre Atlantyk. Pływają na głębokościach dochodzących do 100 m. Ryby osiągają wielkość od kilkunastu centymetrów do powyżej metra. Cały swój czas spędzają na poszukiwaniu alg porastających dno, które są ich głównym pożywieniem. W akwarium wymagają dużo przestrzeni. Ryby są terytorialne i agresywne w stosunku do ryb tego samego gatunku. Oprócz alg chętnie jedzą też suszoną spirulinę oraz pokruszone wodorosty nori, a także drobne żyjątka takie jak solowiec czy dafnia.

## Klasyfikacja
Rodzaje zaliczane do tej rodziny:
Acanthurus — Ctenochaetus — Naso — Paracanthurus — Prionurus — Zebrasoma